# Galium broterianum
Galium broterianum là một loài thực vật có hoa trong họ Thiến thảo. Loài này được Boiss. & Reut. mô tả khoa học đầu tiên năm 1842.